# 爱父如爱子
爱父如爱子为严顺开等4人于中国中央电视台春节联欢晚会中所表演的一个小品节目，为严顺开以“老顽童”形象的代表作之一。

## 关于
严顺开在中国中央电视台春节联欢晚会的小品风格即是饰演“老顽童”形象。爱父如爱子所说的是严顺开饰演的爸爸常常在女儿的“管教”下被批评、写检查。严顺开饰演的爸爸俨然成为了其女儿的“儿子”。

## 风格
爱父如爱子开创了严顺开“老顽童”形象的先河，这个形象逐渐成为了严顺开的主要小品表演风格。